# 耶和华的日子
YHWH的日子或上主大而可畏的日子，是《希伯来圣经·十二小先知书》中被频繁提到的一个概念。概括来说，就是四字神名（YHWH）所指向的犹太教的神或基督教的神惩罚恶人的日子，这个日子与战争有关，也与死亡和毁灭有关。十二位先知或直接或间接的提到这个日子是上主施行报应的日子，单单从字面上理解是十分可怕的日子。然而上主的日子很多描述具有象征意义，并不会直接发生或者会以另外的形式发生。

## 频繁出现于小先知书
十二位先知再三发出警告，说上主的日子临近了。他们指出，上主的日子越来越近，因此人应当赶快调整自己的生活，离恶行善；他们发出的呼吁都是紧急的。阅读十二先知书，就会发现这些书都直接或间接地提到“上主的日子”。其中六位先知曾直接用过“上主的日子”这个字眼，例如：
- 约珥生动地描述了“上主可畏的大日子”。[1]
- 阿摩司告诉以色列人，上主的日子会是黑暗的日子，所以他们应当预备面对他们的上帝了。[2]
- 《西番雅書》第1章第14节参说：“上主的大日子临近了，临近了，飞快而来。”
- 耶路撒冷快要毁灭之前，俄巴底亚警告说：“上主打击列国的日子临近了。”[3]
- 犹太人结束被掳的生涯，返回家乡以后，上主打发了两位先知到他们那里去，而这两位先知也曾提到上主的日子。撒迦利亚预言，终有一天，前来攻打耶路撒冷的列国必被消灭。他生动逼真地描述了“上主的日子”来到时会有什么事发生。[4]
- 玛拉基警告上帝的子民，“上主可畏的大日子”很快就会来到。[5]

十二先知的其余六位，虽然没有用过“上主的日子”这个字眼，却也间接地提过这个日子。
- 何西阿说上主必追究以色列国的罪，继而追究犹大国的罪。[6]

这些先知传达的信息往往跟上主在当时所做的事有关。例如，
- 约拿宣告上帝要对尼尼微城执行判决，弥迦则描述上帝会怎样惩罚叛逆的子民。[7]
- 那鸿肯定地说上主必向敌人施行报应。[8]
- 哈巴谷恳求上帝主持公道，并且诉说“苦难的日子”会是怎么样的。[9]

这些先知在书中传达的信息，有些显然指向未来，预示真基督教的发展。例如，
- 犹太人被释放回来以后，哈该先知预言上帝会震动万国。[10]）使徒保罗引用《哈该书》第2章第6节的话，勉励基督徒要力求蒙上帝悦纳，因为上帝快要消灭邪恶的“天”了。[11]

## 描述
先知们指出，上主的日子是争战的日子。那日子一到，上主就会起来对敌人执行判决。
- 那是令人生畏的日子，天上会出现异兆：“日月昏暗，星辰黯然无光。”[12]
- 弥迦预言：“山岭必在上主脚下崩塌，平原也要裂开，就像蜡在火中熔化，又像水从陡坡泻下。”（《彌迦書》第1章第4节参）这番描述可能是个比喻，但可以从中得出一个结论，就是当上帝采取行动时，地球会出现灾祸，地上的居民会大祸临头。然而，不是人人都会遭灾受难。
- 几位先知也指出，“追求良善”的人必能保全性命，大享福乐。[13]

在十二先知中，还有一些先知把上主的日子描述得更加逼真。
- 哈巴谷生动地描绘上主捣毁“永恒的山岳”，压毁“万世的冈陵”，即摧毁世人看似稳固的组织。[14]上主的日子“是愤怒的日子，是苦难困厄的日子，是刮风荒凉的日子，是漆黑昏沉的日子，是密云幽暗的日子”。（《西番雅書》第1章第14节至第17节参）

上帝降下灾殃，打击他的仇敌：“他们双腿还站着的时候，肌肉就腐烂。他们的眼睛在眼窝里腐烂，舌头也在口腔里腐烂。”不论这个异象会不会实际发生，从这节经文可以看出，许多人到头来会落得悲惨的下场。即使他们的舌头没有实际腐烂，他们最终也必沉寂下来，不能再摇唇鼓舌地抨击上帝。即使他们联手攻击上帝的子民，最终也必大失所望，一败涂地。